# 수원케이티위즈파크
수원케이티위즈파크(Suwon KT Wiz Park)는 대한민국의 야구장이며, 1989년 4월 2일에 개장한 야구장이다.

## 역사
경기도 수원시 장안구 조원동 수원종합운동장 내에 위치하고 있으며, 개장 당시 펜스 거리는 좌우 95미터, 중앙이 120미터이며 천연 잔디가 깔려 있었다. 1989년 설계 당시에는 서울종합운동장 야구장처럼 좌·우 100미터, 중앙 125미터로 국내 최대 규모였으나 현대 유니콘스 감독이었던 김재박의 요청으로 5미터씩 축소하여 보조 펜스를 설치하였고 펜스의 높이는 2.5미터였다. 최대 관중 수용 인원은 2만 명이이었으며 이는 서울종합운동장 야구장, 사직야구장, 인천SSG랜더스필드 다음의 수준으로 대한민국에서 4번째로 큰 규모의 야구장이었다.
1989년 4월 2일에 개장한 이후에는 인천·경기 지역 연고팀인 태평양 돌핀스의 제2홈구장으로 사용되기 시작했고 기존의 춘천 의암야구장을 대신해서 이용하게 되었으며 같은 해 플레이오프 3~4차전 홈경기가 있었으나 이런저런 사정 때문에 무산됐다. 1996년 태평양 돌핀스가 현대 유니콘스로 바뀌면서 현대 유니콘스의 제2홈구장으로 사용되었다. 2000년 현대 유니콘스가 인천을 떠나 수원으로 임시 연고지를 정했을 때부터 홈구장으로 이용되다가 2007 시즌을 끝으로 현대 유니콘스가 해체되면서 인천·경기 지역 연고팀인 SK 와이번스의 명목상 제2홈구장이 되었지만 실질적으로는 사용되지 않았다. SK는 수원시에서 1년에 9경기 정도의 홈 경기를 개최할 계획이었으나 수원시시설관리공단이 허락을 하지 않았던데다가 인천 연고를 강조하는 구단의 성격상 수원에서 홈 경기를 치르겠다면서 '인천 SK'를 외치는 것은 현실적으로 무리였기 때문이었다. 2008년부터 2013년까지 봉황대기 고교야구대회 등 고교야구나 사회인 야구 경기가 열리기도 했었다.
2005년 신청사가 완공되기 전까지 구장 내 일부 시설을 장안구청 청사로 사용하였다.
2009년에는 MBC 주말특별기획드라마 2009 외인구단의 촬영지로 사용되기도 했으며, 2013년 1월 11일 전라북도와 프로야구 제10구단 유치 경쟁에서 수원시가 유치 경쟁에서 승리하면서 리모델링을 거쳐 2015년부터 KT 위즈의 홈구장으로 사용되고 있다.
2014년 10월 16일 KT 위즈의 이름 공모전을 통해 구장명을 수원케이티위즈파크로 변경되었다.

## 시설 개선
2015년부터 kt wiz의 홈구장으로 사용하게 됨에 따라 2013년 1월 4일부터 대대적인 증축 리모델링 공사에 착수했다.
야구장 연면적은 1만1000m²에서 3만2000m²로 확장되고, 관중석은 1만 4,000석 2층에서 KBO가 요구하는 프로구단 전용구장 기준 2만 5,000석으로 최종 증축할 계획이다. 그 밖에 다양한 부대 상업 시설에 대한 설치 작업도 이뤄졌다. 1988년 준공된 수원야구장은 야외 관중석, 더그아웃 등 시설이 낙후돼, 야구를 관람하기에 쾌적하지 않은 환경이었다. 이에 290억 원을 들여 공사에 들어갔다. 철근 콘크리트와 철골조 공법으로 실시되었고 내부시설 변경, 야외관중석 교체, 실내 관중석 VIP, 스카이박스 신설, 불펜 개선, 조명타워(최초 자연조명탑) 교체, 2D HD + TV스크린 화면 전광판(크기: 27.84m X 8.88m, 해상도: 1,876 X 592, LED모듈 : 240mm Full Color) 설치 등이 이뤄졌다. 관람석도 기존 1만 4465석에서 2만 5000석으로 늘리며, 지붕 캐노피도 1, 3루 내야석까지 넓혔다. 외야 펜스 역시 기존 펜스보다 안전성을 강화한 안전펜스로 바꾸었으며 95m였던 좌우펜스를 3m 늘려 중앙펜스 120m, 좌우펜스 98m로 전체적인 구장 크기를 넓혔다. 펜스 높이 또한 2.5m에서 4m로 변경했다. 사업비는 수원시가 127억원을 부담하고 경기도 89억원, 대한민국 정부가 75억원 등을 지원해 총 300여억 원이 투입되었다. 당초 2013년에 공사 실시 후 1차 완공예정이었으나 시공업체 선정과정에서 두번의 유찰이 빚어져 공사가 지연되었다. 수의 계약 체결 이후 2013년 7월 착공, 2014년 12월 2만 석으로 1차 리모델링이 완료되었다.
2016 시즌 종료 후 160억원을 투입해 2차 리모델링 공사를 실시, 2만 2,067석으로 관중석이 증설되었다. 기존 4층이었던 1, 3루석을 5층으로 증축했고, U자형 경기장 지붕을 추가로 78m가량 확장했다. 3루 스카이존을 증설했고, 외야에는 테이블석인 포켓닥터존, 발코니석으로 구성된 5G존 및 테라스석, 레스토랑을 신설했다. 스카이박스도 기존의 16개에서 31개로 늘어났고 익사이팅존은 경기 승리 시 선수들과 하이파이브를 할 수 있게끔 개조됐다.
2018 시즌에는 관중 편의를 위해 외야 관중석을 넓히고, 테이블석을 증축, 좌석수 1,200여석이 줄어들어 총 20,800석이 되었다.
2020 시즌에는 일부 좌석을 교체하였으며 띠전광판을 신설했다.
2021 시즌의 2020 도쿄 올림픽 브레이크 기간 동안 수원시의 지원으로 기존의 플라조마 조명을 LED 조명으로 교체했다.